# 岩手縣立大學
岩手縣立大學（日语：岩手県立大学／いわてけんりつだいがく）是本部位於日本岩手縣的一所公立大學，設置於1998年。大學簡稱為IPU，在岩手縣內則簡稱為縣立大、縣大。

## 簡介

### 大學整體
第六屆岩手縣知事增田寬也，延續前任知事工藤巖所提倡的「縣立大學構想」，於1998年設立此校。首任校長是前東北大學校長西澤潤一。

### 學風特色
比起抽象的學術研究，岩手縣立大學更重視「實學」的教育，教師當中有許多人來自實業界。舉例來說，綜合政策學部有許多教師是前地方公務員、軟體資訊學部則從企業界招聘了許多技術人員。

## 沿革
- 1994年 發表設校構想。
- 1997年 同意設校。
- 1998年 開學。
- 1999年 設立大學院取得認可（軟體資訊學研究科、綜合政策研究科）。
- 2000年 教職課程認定。
- 2001年 設立大學院取得認可（護理學研究科、社會福利學研究科）。
- 2005年 法人化。

## 教育及研究

### 學部
- 護理學部
  - 護理學科
- 社會福利學部
  - 福利經營學科
  - 福利臨床學科
- 軟體資訊學部
  - 軟體資訊學科
- 綜合政策學部
  - 綜合政策學科

### 大學院
- 護理學研究科
- 社會福利學研究科
- 軟體資訊學研究科
- 綜合政策研究科

### 短期大學部
- 岩手縣立大學盛岡短期大學部
  - 生活科學科
  - 國際文化學科
- 岩手縣立大學宮古短期大學部
  - 經營資訊學科

### 附屬機關
- 共同教育中心
- 教育・學生支援本部
  - 健康支援中心
  - 媒體中心
- 研究・地域合作本部
  - 地域合作研究中心

## 畢業校友
- 小櫻池夏海

## 外部連結
（日語）岩手縣立大學 （页面存档备份，存于）